# سيريل دومولين
سيريل دومولين (بالفرنسية: Cyril Dumoulin) مواليد 2 فبراير 1984 في فرنسا، هو لاعب كرة يد فرنسي يلعب كحارس مرمى. مثل منتخب فرنسا لكرة اليد. حقق المركز الأول في بطولة العالم لكرة اليد للرجال 2015.

## سجل المنافسة
شارك في البطولات التالية:
- بطولة العالم لكرة اليد للرجال 2015
- بطولة أوروبا لكرة اليد للرجال 2014

## الميداليات
| الميدالية | المسابقة                           |
| --------- | ---------------------------------- |
| ذهبية     | بطولة العالم لكرة اليد للرجال 2015 |
| ذهبية     | بطولة أوروبا لكرة اليد للرجال 2014 |

## روابط خارجية
- سيريل دومولين على موقع الاتحاد الأوروبي لكرة اليد (الإنجليزية)
- سيريل دومولين على موقع الاتحاد الفرنسي لكرة اليد (الفرنسية)